# Doodstraf in Moldavië

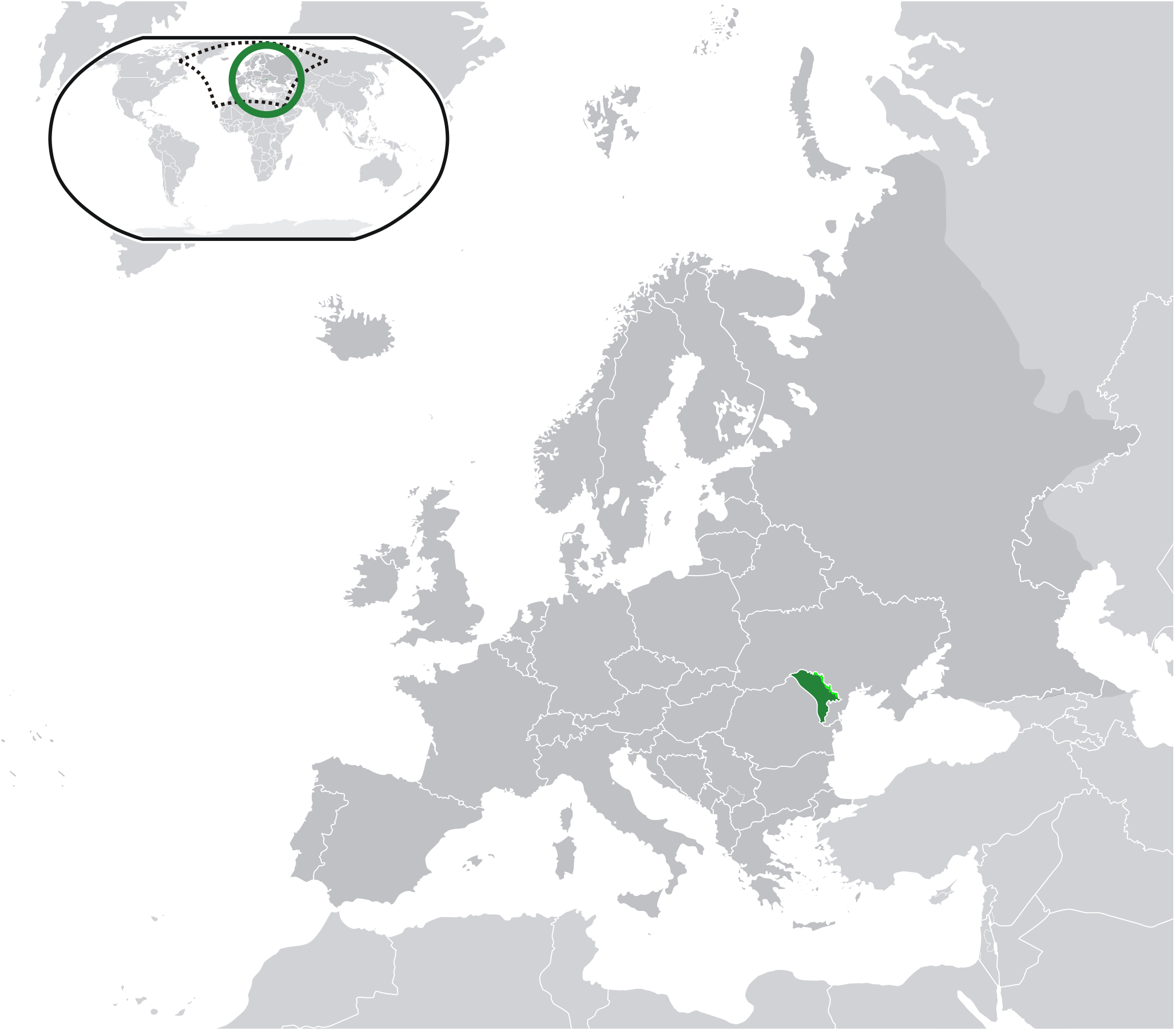
Moldavië (groen) en Transnistrië (lichtgroen)

Moldavië heeft de doodstraf in 2005 afgeschaft.
Sinds de onafhankelijkheid heeft Moldavië niemand geëxecuteerd. De doodstraf werd in 1995 afgeschaft, maar tot 2006 was het volgens de grondwet mogelijk om de doodstraf op te leggen voor misdrijven ten tijde van oorlog of dreigende oorlog. 
Moldavië is lid van de Raad van Europa en heeft het 13e Protocol (volledige afschaffing van de doodstraf) ondertekend en geratificeerd. 
De niet-erkende staat Transnistrië, dat zich in 1990 onafhankelijk van Moldavië heeft verklaard, kent nog wel de doodstraf, maar heeft een moratorium op de doodstraf ingesteld. 